# Danh sách công viên địa chất quốc gia
Danh sách này bao gồm các khu vực được chỉ định là công viên địa chất ở cấp độ quốc gia. Lưu ý rằng, các công viên này không nên nhầm lẫn với các thành viên của một trong các Mạng lưới Công viên Địa chất châu Âu  hoặc Mạng lưới Công viên Địa chất Toàn cầu của UNESCO.

## Australia
- Công viên địa chất Kanawinka

## Áo
- Công viên địa chất Kamptal
- Công viên thiên nhiên Eisenwurzen

## Brazil
- Công viên địa chất Araripe
- Công viên địa chất Paleorrota

## Bulgaria
- Công viên địa chất Iskar-Panega

## Trung Quốc
- Khu vực bảo vệ của Trung Quốc

### Hong Kong
- Công viên địa chất toàn cầu Hong Kong

## Croatia
- Công viên địa chất Papuk

## Cộng hòa Séc
- Công viên địa chất Bohemian Paradise

## Pháp
- Công viên thiên nhiên Vùng Luberon
- Khu bảo tồn địa chất tỉnh Haute
- Công viên tự nhiên Bauges

## Hy Lạp
- Công viên địa chất Chelmos-Vouraikos
- Rừng Petrified tại Lesbos
- Công viên thiên nhiên Psiloritis

## Đức
- Công viên địa chất Bergstrasse - Odenwald
- Công viên địa chất Harz - Vùng đất Brunswick - Eastphalia
- Công viên Swabian Jura
- Công viên Kỷ băng hà Mecklenburg
- Công viên địa chất Muskau Arch (Công viên địa chất xuyên quốc gia cùng với Ba Lan)
- Công viên thiên nhiên TERRA.vita
- Công viên địa chất Vulkaneifel

## Hungary
- Công viên địa chất Novohrad - Nograd (Công viên địa chất xuyên quốc gia cùng với Slovakia)
- Công viên địa chất Bakony-Balaton

## Indonesia
- Công viên địa chất toàn cầu Batur

## Iran
- Công viên địa chất Qeshm - Các khu rừng Hara

## Ý
- Công viên thiên nhiên Madonie
- Adamello-Brenta
- Parco del Beigua
- Công viên địa chất và khai mỏ của Sardinia

## Nhật Bản
- Công viên địa chất Toya Caldera và Núi Usu
- Công viên địa chất Bờ biển San'in
- Công viên địa chất Muroto
- Công viên địa chất Chichibu
- Công viên địa chất Itoigawa
- Công viên địa chất Bán đảo Izu

## Malaysia
- Công viên địa chất Langkawi

## Na Uy
- Công viên địa chất Gea-Norvegica
- Công viên địa chất Magma

## Ba Lan
- Công viên địa chất Muskau Arch (Công viên địa chất xuyên quốc gia cùng với Đức)

## Bồ Đào Nha
- Công viên địa chất Arouca
- Công viên địa chất Naturtejo

## Cộng hòa Ireland
- Công viên địa chất Burren và Cliffs tại Moher
- Công viên địa chất Copper Coast
- Công viên địa chất toàn cầu Các hang động Marble Arch (part of)

## Rumani
- Công viên Khủng long Hateg

## Slovakia
- Công viên địa chất Novohrad - Nograd (Công viên địa chất xuyên quốc gia cùng với Hungary)

## Tây Ban Nha
- Công viên thiên nhiên Cabo de Gata
- Công viên thiên nhiên Maestrazgo
- Công viên địa chất Sobrarbe
- Công viên địa chất Subbeticas

## Vương quốc Anh

### Anh
- Công viên địa chất Các đồi Abberley và Malvern
- Công viên địa chất Đồi Cotswold
- Công viên địa chất English Riviera
- Công viên địa chất Bắc Pennines AONB

### Bắc Ireland
- Công viên địa chất toàn cầu Các hang động Marble Arch (mở rộng vào Cộng hòa Ireland)

### Scotland
- Công viên địa chất Lochaber
- Công viên địa chất Cao nguyên Tây Bắc
- Công viên địa chất Shetland[3]

### Xứ Wales
- Công viên địa chất Fforest Fawr
- GeoMon (Công viên địa chất Đảo Anglesey)

## Hoa Kỳ

### Arizona
- Vườn quốc gia Grand Canyon

### California
- Khu đồi Alabama [4]
- Vườn bang Castle Crags
- Khu vực Công viên tự nhiên Devil's Punchbowl [5]
- Vườn quốc gia Joshua Tree [6]
- Khu bảo tồn quốc gia Red Rock Canyon [7]
- Trung tâm và Khu vực tự nhiên Đá Vasquez [8]

### Nam Dakota
- Vườn quốc gia Badlands [9]

### Utah
- Vườn quốc gia Arches
- Vườn quốc gia Bryce Canyon
- Thung lũng tượng đài
- Đài tượng niệm quốc gia Các cây cầu tự nhiên
- Vườn quốc gia Zion

## Việt Nam
- Công viên địa chất toàn cầu Cao nguyên đá Đồng Văn
- Công viên địa chất toàn cầu Đắk Nông
- Công viên địa chất Non Nước Cao Bằng
- Công viên địa chất Lý Sơn-Sa Huỳnh
- Công viên địa chất toàn cầu Lạng Sơn